# Mich vermisst keiner!
Mich vermisst keiner! ist ein deutscher Dokumentarfilm von Erik Lemke aus dem Jahr 2016.

## Inhalt
Evi kann nach zwei Beinamputationen die Wohnung nicht mehr verlassen. Die Besuche der Freunde bleiben aus. Fernsehprogramm, streng eingehaltene Essenszeiten und das Überprüfen der Lottozahlen geben ihrem Alltag Struktur.
Video-Aufnahmen der frühen Nachwendezeit zeigen Evi – vor ihrer geschlechtsangleichenden Operation – unter anderem an ihrem letzten Arbeitsplatz im Robotron-Werk Radeberg, kurz vor dessen Schließung.

## Hintergrund
In einem Nachruf auf Evelin Broszeit im März 2024 nennt die Sächsische Zeitung weitere Details aus ihrem Leben. Geboren wurde die Transfrau 1957 als Ekkehard in Radeberg. Im Alter von 18 Jahren war ihr klar, dass sie sich nicht als Mann, sondern als Frau fühlte. So habe sie schon früh eigene Radioempfänger gebastelt, bis zur Abwicklung durch die Treuhand bei der Firma Robotron gearbeitet und war Amateurfunkerin. Über das Funken habe sie eine Frau kennengelernt, die den Weg der Geschlechtsumwandlung bereits gegangen war. 2001 kam es mit 44 Jahren schließlich zur geschlechtsangleichenden Operation. Der Filmemacher sei ihr Großneffe.
Erik Lemke erzählte in einem Beitrag des MDR-Kulturmagazins artour vom 13. April 2018, dass die Filmaufnahmen ursprünglich nur dem Festhalten der eigenen Familiengeschichte dienen sollten, da Evi und er einander trotz Verwandtschaft spät kennenlernten. Die Offenbarung der alten VHS-Videos führte durch den nun möglichen lebendigen Blick in die Vergangenheit erst zur Idee eines eigenständigen Films.

## Veröffentlichung und Auszeichnungen
Der von der Berliner Idfabrik produzierte Dokumentarfilm wurde am 2. November 2016 auf dem 59. Internationalen Dokumentarfilmfestival Leipzig uraufgeführt und hatte seine internationale Premiere am 17. November 2017 auf dem Festival Internacional de Cine y Estudios de Género Imperfectu in Tijuana (Mexico).
Auf der Mitteldeutschen Filmnacht des Filmfests Dresden 2017 gewann der Film den Publikumspreis, ebenso auf dem Filmfestival Kurzsuechtig 2018 in der Kategorie Dok. Am 3. November 2018 folgte die Erstausstrahlung im MDR-Fernsehen und am 27. Juni 2024 war er Teil der Sendung Unicato – Das Kurzfilmmagazin. Die Deutsche Film- und Medienbewertung zeichnete den Film mit dem höchsten Prädikat besonders wertvoll aus.

## Rezeption
Andreas Herrmann von den Dresdner Neuesten Nachrichten verglich den Film mit anderen Publikumsfavoriten auf dem Filmfest Dresden 2017 wie dem Kurzfilm Gabi und bemerkte als Gemeinsamkeit einen Kontrast zum Geschwindigkeitswahn der klassischen Medien und „eine lineare, nahezu überraschungsfreie Erzählweise, in der Optimismus nur ganz sanft in der Tiefe der Figuren ruht.“ Tim Paul Büttner äußerte sich ähnlich in Luhze und schrieb: „Dabei verfällt der Film nie in erzwungene Sentimentalität, sondern schmerzt schon fast durch seine trockene Nüchternheit.“
Bei der Deutschen Film- und Medienbewertung (FBW) heißt es: „Durch die enge Kameraführung spürt man das Vertrauen zwischen der Gefilmten und dem Regisseur – und auch die Close-Ups auf Einrichtungsgegenstände oder scheinbaren ‚Nippes‘ offenbaren einen interessierten und immer respektvollen Blick. Mich vermisst keiner! ist ein feinfühliges und ebenso feinnuanciertes Porträt eines Menschen, der von der Gesellschaft nicht gesehen wird.“ Die Jury der FBW fand, der Film bedränge die Protagonistin nicht und bewahre so auch letztlich das Geheimnis hinter der Figur. „Nicht alle Fragen aus der Vergangenheit werden geklärt. Die Inszenierung baut auf eine subtile Entfaltung der Schichten und stellt viele existenzielle Fragen.“